# Setè de cavalleria
El setè de cavalleria és un regiment de l'exèrcit regular dels Estats Units constituït el 28 de juliol de l'any 1866.
Quan les tribus natives americanes es van negar a cedir les seves terres a favor de la industrialització estatunidenca, començant pel ferrocarril, el govern d'aquell país va ordenar la creació d'un regiment per a obligar-los a acceptar-ho, el general Custer n'era el cap.

## Antecedents
El 1866 el capità de l'exèrcit nord-americà William Fetterman i 84 dels seus homes varen ser assassinats per Núvol Roig i la seva tribu dels oglales aquest fet va portar al tinent general Phillip Sheridan que aleshores era l'alt comissionat del govern al front de les operacions a plantejar l'extermini de tot el poble sioux.

## El regiment
Inicialment el setè de cavalleria estava compost per 600 homes dividit en 12 esquadrons però durant el primer any 500 soldats optaren per desertar.

## Les operacions contra els indis
El 27 de novembre de 1868 llença el setè de cavalleria contra indis sioux i cheyennes en la batalla de Washita que va ser una carnisseria pels indis, ja que Custer va exterminar "Black Kettle" (Olla Negra) i a la seva tribu composta per uns dos-cents membres amb majoria de vells, dones i nens.
Posteriorment es va trobar or als anomenats Black Hills del Territori de Dakota que era territori sioux i cheyenne, les autoritats nord-americanes volien que els indis es traslladessin a una reserva abans de finals de gener de 1876 cosa que ells van rebutjar.
Davant d'aquest fet es van succeir els ataca de l'exèrcit americà contra els indis a Yellowston i allí fracassaren donat el fred intens i errors tàctics.
A Little Bighorn, Montana, es preparava un combat entre 4.000 natius americans armats amb rifles i 850 soldats del setè de cavalleria a més de tres columnes de l'exèrcit nord-americà. Per diversos errors i una excessiva confiança del general Custer, Toro assegut i els seus homes aniquilaren com a venjança el setè de cavalleria. Segons el cap indi, Custer morí amb un somriure, ja que havia matat un indi amb la seva darrera bala. El resultat d'aquesta batalla va ser el desastre més gran patit pels nord-americans enfront dels natius.
El 29 de desembre de 1890 el reconstituït setè de cavalleria fa una massacre a Wounded Knee disparant amb quatre metralladores Hotchkiss et Cie contra el poblat indi.

## El setè de cavalleria posteriorment
Actualment el setè de cavalleria continua en actiu, va participar en les dues guerres mundials, Corea i Vietnam (batalla de la Vall de Ia Drang), en la guerra del Golf i en Iraq.

## Condecoracions

### Membres condecorats amb laMedalla d'Honor
| Little Bighorn, 25-26 de juny de 1876 - Soldat Neil Bancroft, Troop A - Soldat Abram B. Brant, Troop D - Soldat Thomas J. Callan, Troop B - Sergent Banjamin C. Criswell, Troop B - Caporal Charles Cunningham, Troop B - Soldat Frederick Deetline, Troop D - Sergent George Geiger, Troop H - Soldat Theodore W. Goldin, Troop G - Sergent Richard P. Hanley, Troop C - Soldat David W. Harris, Troop A - Soldat William M. Harris, Troop D - Soldat Henry Holden, Troop D - Sergent Rufus D. Hutchinson, Troop B - Ferrer Henry W. B. Mechlin, Troop H - Sergent Thomas Murray, Troop B - Soldat James Pym, Troop B - Sergent Stanislaus Roy, Troop A - Soldat George D. Scott, Troop D - Soldat Thomas W. Stivers, Troop D - Soldat Peter Thompson, Troop C - Soldat Frank Tolan, Troop D - Guarnicioner Otto Voit, Troop H - Sergent Charles H. Welch, Troop D - Soldat Charles Windolph, Troop H | Bear Paw, 30 de setembre de 1877 - Capità Edward Settle Godfrey - Capità Myles Moylan Campanya Sioux, desembre de 1890 - Sergent Bernhard Jetter, Troop K - Soldat Adam Neder, Troop A Wounded Knee i White Clay Creek, 29-30 de desembre de 1890 - Sergent William G. Austin, Troop E - Soldat Mosheim Feaster, Troop E - Tinent Ernest Albert Garlington - Tinent John Chowning Gresham - Soldat Mathew H. Hamilton, Troop G - Soldat Marvin C. Hillock, Troop B - Soldat George Hobday, Troop A - Sergent George Loyd, Troop I - Sergent Albert W. McMillan, Troop E - Ferrador Richard J. Nolan, Troop I - Sergent de 1a Theodore Ragnar, Troop K - Soldat Thomas Sullivan, Troop E - Sergent de 1a Frederick E. Toy, Troop C - Sergent de 1a Jacob Trautman, Troop I - Capità Charles Varnum, Troop B - Sergent James Ward, Troop B - Soldat Hermann Ziegner, Troop E |

### Condecoracions d'Unitat
- Citació Presidencial d'Unitat per:
  - Antipolo, Luzon
  - Yonchon, Corea
  - Taegu, Corea
  - Pusan, Corea
  - 4t Batalló Hongchon[3]
  - Província de Pleiku
  - Troop B, 1r Batalló, província de Binh Thuan
  - 3r Esquadró participant a Iraq (2003)
  - HHC, Companyies A i C Companies 2 Batalló Fallujah (2004)

- Premi d'Unitat Valerosa
  - Troop B, 1r Batalló, província de Tay Ninh[4]
  - Batallons 1r, 2n i 5è Batallons província de Quang Tin
  - Batallons 1r, 2n i 5è Batallons Fish Hook
  - HHT, A, B, C Troops del 1r Esquadró,, Iraq (2007)
  - HHT, A, B, C Troops del 1r Esquadró, Iraq (2009)

- Elogi d'Unitat Meritòria per:
  - 1r Esquadró Sud-est Asiàtic (1991)
  - 1r Esquadró Iraq (2004, 2008)
  - 3r Esquadró Iraq (2006)

- Elogi d'Unitat Naval
  - HHC, Companyies A, B, C, 2n Batalló participant en la província d'Anbar (2005)

- Fourragere belga:
  - 4t Esquadró 1940

- Citat a l'Ordre del Dia de l'Exèrcit Belga per accions:
  - 4t Esquadró a les Ardennes
  - 4t Esquadró a Elsenborn Crest

- Creu de Guerra francesa:
  - Gallardet amb inscripció COLMAR (3r de Reconeixement, citat; DA GO 43, 1950)
  - Gallardet amb inscripció COLMAR (3r Esquadró de Reconeixement, 7è de Cavalleria, citat; WD GO 43, 1950)
  - Fourragere (3r de Reconeixement; DA GO 43, 1950)

- Citació Presidencial d'Unitat de les Filipines:
  - 17 d'octubre de 1944 a 4 de juliol de 1945

- Citació Presidencial d'Unitat de Corea:
  - Waegwan-Taegu
  - Corea 1952–1953

- Creu d'Or al Valor (Grècia):
  - Corea[5]

1r Batalló
- Creu a la Valentia de la República de Vietnam amb Palma per:

Creu a la Valentia de la República de Vietnam amb Palma, Corbata brodada VIETNAM 1965 (1r Batalló, 7è de Cavalleria, citat pel període 14 a 16 Nov 1965; DA GO 21, 1969, arreglat DA GO 48, 1968)
Creu a la Valentia de la República de Vietnam amb Palma, Corbata brodada VIETNAM 1965 - 1969 (1r Batalló, 7è de Cavalleria, citat pels períodes 09 Aug a 13 Nov 1965 i 17 Nov Nov 1965 a 19 May 1969; DA GO 70, 1969, arreglat DA GO 59, 1969)
Creu a la Valentia de la República de Vietnam amb Palma, Corbata brodada VIETNAM 1969 - 1970 (1r Batalló, 7è de Cavalleria, citat pel període May 1969 a Feb 1970; DA GO 11, 1973, arreglat DA GO 42, 1972)
Creu a la Valentia de la República de Vietnam amb Palma, Corbata brodada VIETNAM 1970 - 1971 (1r Batalló, 7è de Cavalleria, citat pel període 21 Feb 1970 a 28 Feb 1971; DA GO 42, 1972)
Creu a la Valentia de la República de Vietnam amb Palma, Corbata brodada VIETNAM 1965 - 1972 (1r Batalló, 7è de Cavalleria, citat pel període 17 Sep 1965 a Jun 1972; DA GO 54, 1974)
La Troop B va ser titulada també a: Corbata brodada BINH THUAN PROVINCE ("B" Co, 1r Bn, 7è de Cavalleria, citat pel període 12 Dec 1966 a 18 Feb 1967; DA GO 02, 1973)
- Medalla d'Honor per les Accions Civils de la República de Vietnam, 1a Classe,

Corbata brodada VIETNAM (1st Batalló, 7è de Cavalleria, citat pel període 01 Jan 1969 to 01 Feb 1970; DA GO 42, 1972)
- Medalla d'Honor per les Accions Civils de la República de Vietnam, 1a Classe,

Corbata brodada VIETNAM (1st Batalló, 7è de Cavalleria, citat pel període 01 Jan 1969 to 01 Feb 1970; DA GO 42, 1972)

2n Batalló
- Creu a la Valentia de la República de Vietnam amb Palma per:

Creu a la Valentia de la República de Vietnam amb Palma, Corbata brodada VIETNAM 1965 ("A" Co, 2nd Bn, 7è de Cavalleria, citat pel període 15 to 16 Nov 1965; DA GO 21, 1969, DA GO 70, 1969, amended DA GO 46, 1968)
Creu a la Valentia de la República de Vietnam amb Palma, Corbata brodada VIETNAM 1965 - 1969 ("A" Co, 2nd Bn, 7è de Cavalleria, cited for the periods 09 Aug to 14 Nov 1965 and 17 Nov Nov 1965 to 19 May 1969; DA GO 70, 1969, amended DA GO 59, 1969)
Creu a la Valentia de la República de Vietnam amb Palma, Corbata brodada VIETNAM 1965 ("B" Co, 2nd Bn, 7è de Cavalleria, citat pel període 14 to 16 Nov 1965; DA GO 21, 1969, DA GO 70, 1969, amended DA GO 46, 1968)
Creu a la Valentia de la República de Vietnam amb Palma, Corbata brodada VIETNAM 1965 - 1969 ("B" Co, 2nd Bn, 7è de Cavalleria, cited for the periods 09 Aug to 13 Nov 1965 and 17 Nov Nov 1965 to 19 May 1969; DA GO 70, 1969, amended DA GO 59, 1969)
Creu a la Valentia de la República de Vietnam amb Palma, Corbata brodada VIETNAM 1969 - 1970 (2nd Batalló, 7è de Cavalleria, citat pel període May 1969 to Feb 1970; DA GO 11, 1973, amended DA GO 42, 1972)
Creu a la Valentia de la República de Vietnam amb Palma, Corbata brodada VIETNAM 1970 - 1971 (2nd Batalló, 7è de Cavalleria, citat pel període 21 Feb 1970 to 28 Feb 1971; DA GO 42, 1972)
Creu a la Valentia de la República de Vietnam amb Palma, Corbata brodada VIETNAM 1965 - 1969 (earned by the 3rd Reconnaissance Trp as part of the 2nd Bn, 7è de Cavalleria, citat pel període ;)
Creu a la Valentia de la República de Vietnam amb Palma, Corbata brodada VIETNAM 1969 - 1970 (earned by the 3rd Reconnaissance Trp as part of the 2nd Bn, 7è de Cavalleria, citat pel període ;)
Creu a la Valentia de la República de Vietnam amb Palma, Corbata brodada VIETNAM 1970-1971 (earned by the 3rd Reconnaissance Trp as part of the 2nd Bn, 7è de Cavalleria, citat pel període ;)
- Medalla d'Honor per les Accions Civils de la República de Vietnam, 1a Classe,

Corbata brodada VIETNAM (2nd Batalló, 7è de Cavalleria, citat pel període 01 Jan 1969 to 01 Feb 1970; DA GO 42, 1972)

5è Batalló
- Creu a la Valentia de la República de Vietnam amb Palma per:

Creu a la Valentia de la República de Vietnam amb Palma, Corbata brodada VIETNAM 1965 - 1969 (5th Batalló, 7è de Cavalleria, citat pel període 09 Aug to 19 May 1969; DA GO 59, 1969) 
Creu a la Valentia de la República de Vietnam amb Palma, Corbata brodada VIETNAM 1969 - 1970 (5th Batalló, 7è de Cavalleria, citat pel període May 1969 to Feb 1970; DA GO 11, 1973, amended DA GO 42, 1972) 
Creu a la Valentia de la República de Vietnam amb Palma, Corbata brodada VIETNAM 1970 - 1971 (5th Batalló, 7è de Cavalleria, citat pel període 21 Feb 1970 to 28 Feb 1971; DA GO 42, 1972) 
- Medalla d'Honor per les Accions Civils de la República de Vietnam, 1a Classe,

Corbata brodada VIETNAM (5th Batalló, 7è de Cavalleria, citat pel període 1 Jan 1969 to 1 Feb 1970; DA GO 42, 1972)